# Terry Crews
Terrence Alan Crews (født 30. juli 1968) er en amerikansk skuespiller og pensioneret fodboldspiller, der var linebacker i National Football League.

## Privatliv
Crews giftede sig med Rebecca King den 29. juli 1989. De har fem børn sammen. Han er kristen.

## Filmografi
- 2000 The 6th Day
- 2001 Training Day
- 2002 Serving Sara
- 2002 Friday After Next
- 2003 Deliver Us from Eva
- 2003 Malibu's Most Wanted
- 2003 How to Get the Man's Foot Outta Your Ass
- 2004 Behind the Smile
- 2004 Starsky & Hutch
- 2004 Soul Plane
- 2004 White Chicks
- 2005 Harsh Times
- 2005 The Longest Yard
- 2005-2008 – Everybody Hates Chris (TV-serie)
- 2006 The Alibi
- 2006 The Benchwarmers
- 2006 Puff, Puff, Pass
- 2006 Click
- 2006 Idiocracy
- 2007 Norbit
- 2007 How to Rob a Bank
- 2007 Who's Your Daddy?
- 2007 Balls of Fury
- 2008 Street Kings
- 2008 Get Smart
- 2009 Gamer
- 2010 The Expendables
- 2011 Are We There Yet? (TV-serie)
- 2012 The Expendables 2
- 2012 The Newsroom (TV-serie)
- 2013-2021 Brooklyn Nine-Nine (Tv-serie)
- 2014 Blended
- 2018 Deadpool 2